# Тесто и динамит
«Тесто и динамит» (англ. Dough and Dynamite, альтернативные названия — The Cook / The Doughnut Designer / The New Cook) — короткометражный немой фильм Чарльза Чаплина. Премьера состоялась 26 октября 1914 года.

## Сюжет
Герой Чаплина, официант Пьер, проваливает любое дело, за которое берётся, будь это обслуживание клиентов, мытье посуды или замешивание теста. Вскоре, однако, пекари, работающие в лавке, объявляют забастовку, и владелец вынужден отправить в пекарню двух официантов Пьера и Жака. Это решение оказалось не самым лучшим.

## В ролях
- Чарли Чаплин — Пьер, официант
- Честер Конклин — Жак, официант
- Фриц Шаде — месье Ла Ви, владелец пекарни
- Норма Николс — жена владельца
- Сесиль Арнольд — официантка
- Вивиан Эдвардс — посетительница
- Филлис Аллен — посетительница
- Джон Диллон — посетитель

В титрах не указаны
- Эдгар Кеннеди — бастующий пекарь
- Слим Саммервилл — бастующий пекарь